# Gentianella violacea
Gentianella violacea là một loài thực vật có hoa trong họ Long đởm. Loài này được (G.Don ex D.Don) Fabris mô tả khoa học đầu tiên năm 1958.